# Euphranta nigripeda
Euphranta nigripeda är en tvåvingeart som först beskrevs av Mario Bezzi 1913.  Euphranta nigripeda ingår i släktet Euphranta och familjen borrflugor. Inga underarter finns listade i Catalogue of Life.